# Бесплатное программное обеспечение
Бесплатное программное обеспечение (англ. freeware /ˈfɹiːwɛə(r)/ от англ. free <of charge> «бесплатный» + software «программное обеспечение») — программное обеспечение, лицензионное соглашение которого не требует каких-либо выплат правообладателю. Бесплатное программное обеспечение обычно распространяется в готовом к исполнению виде (без исходных кодов) и является проприетарным программным обеспечением.

## Отличие бесплатного программного обеспечения от свободного
Бесплатное программное обеспечение, в отличие от свободного программного обеспечения, может распространяться без исходных текстов и может содержать ограничения на коммерческое использование, модификацию и т. д. Свободное программное обеспечение предоставляет каждому, помимо права на использование программного обеспечения, право модификации и ряд других прав.

## Различия между бесплатным и условно-бесплатным программным обеспечением
Бесплатное программное обеспечение, в отличие от условно-бесплатного программного обеспечения (англ. Shareware), не предполагает никакой платы разработчику и соответственно, никаких дополнительных услуг, таких как улучшенные версии, не предполагается.
Существует также способ распространения программного обеспечения, занимающий среднее положение между условно-бесплатным и бесплатным, когда некая программа выпускается как бесплатная, но  облегчённая, при этом, в отличие от большинства условно-бесплатных программ, использование которых по окончании ознакомительного срока нелегально, здесь никаких ограничений по времени использования бесплатная версия не имеет, а ограничения накладываются на какие-либо «продвинутые» возможности программы, а иногда также воспрещается её использование в особо оговоренных в EULA случаях (чаще всего — в коммерческих целях).

## Проблема именования бесплатного и свободного программного обеспечения
Многие тексты на тему программного обеспечения составляются на английском языке, в котором прилагательное free значит и «свободный», и «бесплатный». Это создаёт путаницу в именовании. Так появился термин freeware (бесплатное ПО), а для именования свободного и открытого программного обеспечения — термин FLOSS (Free/Libre and Open Source Software). Однако Фонд свободного программного обеспечения рекомендует именовать свободное программное обеспечение как free software.